# 敢死队2
《浴血任務2》（英語：The Expendables 2）是一部於2012年上映的美国动作片，上集負責劇本、主演及導演的西尔维斯特·史泰龙，今次只負責劇本及主演工作。為「浴血任務系列電影」的第二部電影。今集導演由曾執導《古墓丽影》的英國籍導演西蒙·威斯特擔任，上集主要演出演員包括：西尔维斯特·史泰龙、傑森·史塔森、李连杰、杜夫·朗格、布魯斯·威利、阿诺德·施瓦辛格、泰瑞·克鲁斯和蘭迪·寇楚繼續演出。今集加入查克·诺里斯、尚格·雲頓、史考特·艾金斯及利亚姆·海姆斯沃斯。2012年8月17日由狮门娱乐负责在北美發行上映，而澳门和台湾也与北美同步上映该片。中国大陆和香港分别于9月4日、13日上映。
续集《敢死队3》于2014年8月15日在北美上映。

## 剧情
這支佣兵組成的突擊队由巴尼（席維斯·史特龍饰）领军，经过激烈的枪战，解救了中国富豪和战壕（阿諾·史瓦辛格饰），最终阴阳（李连杰饰）負責把商人護送回中国，阴阳就此退場。回美国后，队员比利（連恩·漢斯沃饰）说他打算退出，到法国和女朋友团聚。巴尼答应了他的要求。
接着，巴尼接到了一个中情局情報員「教堂先生」（布魯斯·威利饰）的新任务：去一架墜落在阿尔巴尼亚的中国空军运输机上，取回保險箱裏的秘密物品。同時在「教堂先生」的推薦下，華裔女性的陳美琪（余男饰）加入隊伍。
在阿尔巴尼亚，陳美琪設法破解炸彈與保險箱的密碼，队员冒著爆炸的危險，合力取到秘密物品，却不小心中了桑族首領-維萊恩（尚-克勞德·范·達美饰）的埋伏。維萊恩俘虏了比利。為了保全比利性命，巴尼一行人只好丟下槍械，把物品交给了維萊恩。比利出言不遜，故維萊恩在临走前杀了比利。巴尼等人发誓要为比利报仇。
原来，保险箱內的物品是通往一个前苏联紅軍的矿井（保加利亚境内）的地图。该矿井虽已废弃，但却存有5吨的鈽（原子弹原料）。維萊恩带领大批人马去取鈽矿。当敢死队员在保加利亚的“美国城市”休息时，遭到了他的手下和T-72坦克的埋伏。這時，独行侠布克（查克·羅禮士饰）即刻救援，杀光了所有敌人，炸毀了T-72坦克。此時，維萊恩一行人仍在捉拿工人，開採鈽矿。
在路上，巴尼等人與「耶誕」（傑森·史塔森飾）會合，一行人遭到女村民伏擊。原来女村民的夫婿與兒子們都被抓去当矿工，她们以为巴尼等人是来抓矿工的。隨後，桑族人又来村庄抓人，被巴尼一行人成功击退。巴尼率領著他的團隊最终殺光了所有的警衛，解放了被奴役的矿工們，卻被困在礦井之內，当危急时刻，「戰壕」出现，打破了出口，救了所有人。
拿到鈽礦的維萊恩隨即开车逃走，在机场和巴尼、「教堂先生」、「戰壕」等大战。最终，維萊恩子彈耗盡，於是向巴尼挑戰，兩人單挑，巴尼費盡九牛二虎之力把他杀死，並把維萊恩斬首出草，巴尼成功为比利報了一箭之仇後；也把比利任務的酬勞與最後一封情書，寄給他法國的女友。

## 角色

### 浴血幫成員
| 演員                             | 角色                               | 備註                                               |
| 席維斯·史特龍 Sylvester Stallone | 巴尼·羅斯 Barney Ross              | 隊伍的指揮官。                                     |
| 傑森·史塔森 Jason Statham        | 李·聖誕 Lee Christmas              | 隊伍中的刀刃專家。                                 |
| 李連杰 Jet Li                    | 陰陽 Yin Yang                      | 隊伍中的中國武術好手。                             |
| 杜夫·龙格尔 Dolph Lundgren       | 岡納·詹森 Gunnar Jensen            | 隊伍成員，狙擊手。                                 |
| 泰瑞·克鲁斯 Terry Crews          | 海爾·凱撒 Hale Caesar              | 隊伍成員，槍械武器專家。                           |
| 蘭迪·寇楚 Randy Couture          | 托爾·羅德 Toll Road                | 隊伍成員，爆破專家。                               |
| 連恩·漢斯沃 Liam Hemsworth       | 比爾·提蒙斯 Bill "The Kid" Timmons | 隊伍成员，狙擊手，被桑族人首領維萊恩殺死。         |
| 余男 Yu Nan                      | 陳美琪 Maggie Chan                 | 華裔女性，教堂先生部下的炸彈專家，被推薦加入隊伍。 |

### 友軍人物
| 演員                                | 角色                | 備註                               |
| 布魯斯·威利 Bruce Willis            | 教堂先生 Mr. Church | 祕密的CIA探員。                    |
| 阿諾·史瓦辛格 Arnold Schwarzenegger | 戰壕 Trench         | 另一支隊伍的指揮官。               |
| 查克·羅禮士 Chuck Norris            | 独行侠布克 Booker   | 巴尼好友，個性獨來獨往，火力強大。 |

### 敵軍人物
| 演員                                    | 角色                  | 備註                                                   |
| 尚-克勞德·范·達美 Jean-Claude Van Damme | 金·維萊恩 Jean Vilain | 桑族人首領，搶奪鈽礦藍圖，並奴役村民，挖鈽以大發利市。 |
| 斯科特·阿金斯 Scott Adkins              | 赫克特 Hector         | 維萊恩的左右手，心狠手辣。                             |

## 制作

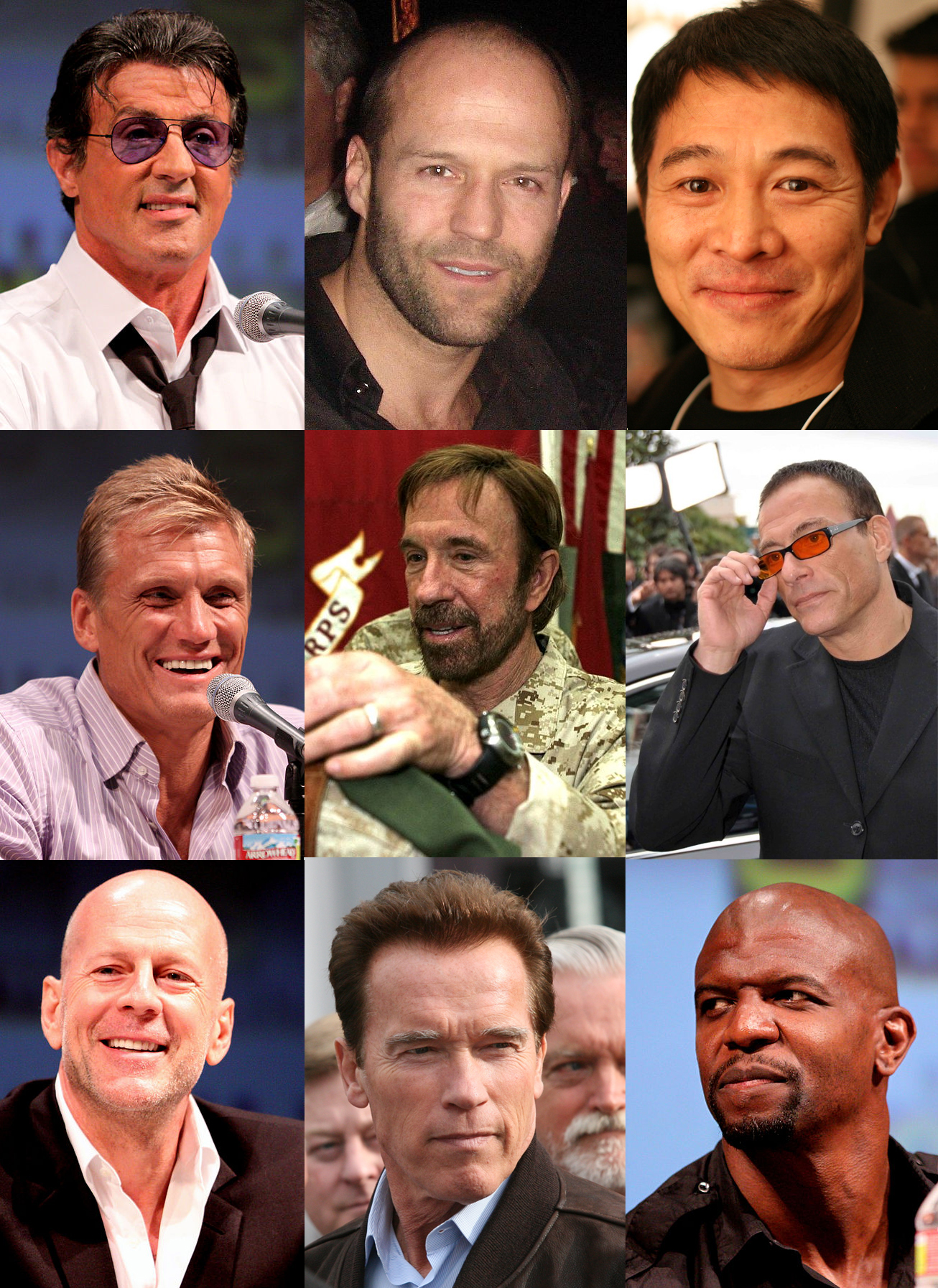
各位主演

2011年9月29日开拍，拍摄周期在14周以上。主要取景地包括保加利亚的普罗夫迪夫（如机场部分）、索非亚、班斯科和洛維奇州。其次也在香港和新奥尔良有一些拍摄。2011年12月25日杀青。2012年2月9日已经进入后期制作阶段。
《香港蘋果日報》報導一名擔任李連杰替身的26歲中國內地特技演員劉坤於2011年10月27日晚於保加利亞一個水庫拍攝《轟天猛將2》一場外景爆炸戲時不幸死亡，另有一名美國籍華人則嚴重受傷。
原本李連杰以不想坐長途機去保加利亞拍攝為由推辭《轟天猛將2》演出，後來席維斯·史特龍答應將外景改到中國拍攝，他才回心轉意接演。但電影公司花了幾個月申請拍攝批文，可惜最後不獲批准到內地取景，電影公司只好改去香港取景，以方便李連杰由新加坡飛到香港拍攝。
還有片中的傭兵團隊武裝不夠真實。

## 上映
2012年7月27日《香港蘋果日報》報導電影在香港發行商洲立影片宣佈延期上映，新映期未定。8月28日，香港發行商洲立影片及電影雙週刊報導本片定於9月13日香港上映。

## 评价
媒体综评53分，烂番茄新鲜度67%。

## 票房
美国首周末收获2875万美元，名列第一位。次周末以1350万的成绩蝉联冠军。
中国大陆蝉联两周票房冠军，最终票房为3.12亿人民币。
| 上一届： 《谍影重重4》  | 2012年美國週末票房冠軍 第33周 第34周                                         | 下一届： 《死魂盒》 |
| 上一届： 《超凡蜘蛛侠》 | 2012年中国内地一周票房冠军 第36周（9月3日—9月9日） 第37周（9月10日-9月16日） | 下一届： 《白鹿原》 |